# Emil Landolt

Emil Landolt

Emil Landolt (Zürich, 23 september, 1895 - Zürich, 18 april 1995) was een Zwitsers politicus.
Landolt studeerde rechten en was sinds 1922 werkzaam bij de dienst Financiën van het kanton Zürich en sinds 1923 bij het districtsgerechtshof van Winterthur. In 1924 was hij voor enige tijd werkzaam bij een verzekeringsmaatschappij in Londen. Van 1925 tot 1933 werkte hij bij de kantonnale belastingdienst. Van 1933 tot 1934 was hij secretaris van de Kamer van Koophandel van Zürich. Vanaf 1934 was hij president van het Hof van Appel.
Landolt deed in 1942 zijn intrede in de politiek toen hij voor de Vrijzinnig Democratische Partij (FDP) in de gemeenteraad van de stad Zürich werd gekozen.
Landolt werd in 1949, als opvolger van Adolf Lüchinger (SP), tot stadspresident van Zürich (dat wil zeggen burgemeester) gekozen. Hiermee kwam er een einde aan meer dan 25 jaar "rood" bestuur in de stad. Hij bleef stadspresident tot 1966. Zijn bestuur werd gekenmerkt door het feit dat Landolt zich boven de partijen stelde.
Sinds 1933 was hij voorzitter van de afdeling Enge van de Maatschappij van het Algemeen Nut (Gemeinnützige Gesellschaft, GG) en vanaf dat jaar zat hij tevens in het hoofdbestuur van het GG. Van 1978 tot 1979 was hij voorzitter van de Zwitserse GG.
Emil Landolt overleed op 99-jarige leeftijd.